# Ramin (Allemagne)

Situation de la municipalité de Ramin dans l'arrondissement de Poméranie-Occidentale-Greifswald

Ramin est une commune allemande située dans l'arrondissement de Poméranie-Occidentale-Greifswald du Land de Mecklembourg-Poméranie-Occidentale.

## Municipalité
La commune comprend, outre Ramin, les villages et localités de Bismark, Gellin, Grenzdorf, Hohenfelde, Linken, Retzin et Retzin-Ausbau, et Schmagerow.

## Architecture
- Château de Ramin (1750), crèche, école maternelle et foyer pour l'enfance jusqu'en 2004, aujourd'hui propriété d'une fondation, en cours de restauration.
- Église de Ramin, xiiie siècle avec clocher en pierres de Feldstein
- Église de Retzin, xiiie siècle avec clocher en pierres de Feldstein
- Église de Bismark, xiiie siècle en pierres de Feldstein
- Église de Schmagerow, xiiie siècle en pierres de Feldstein